# Erwin Bowien

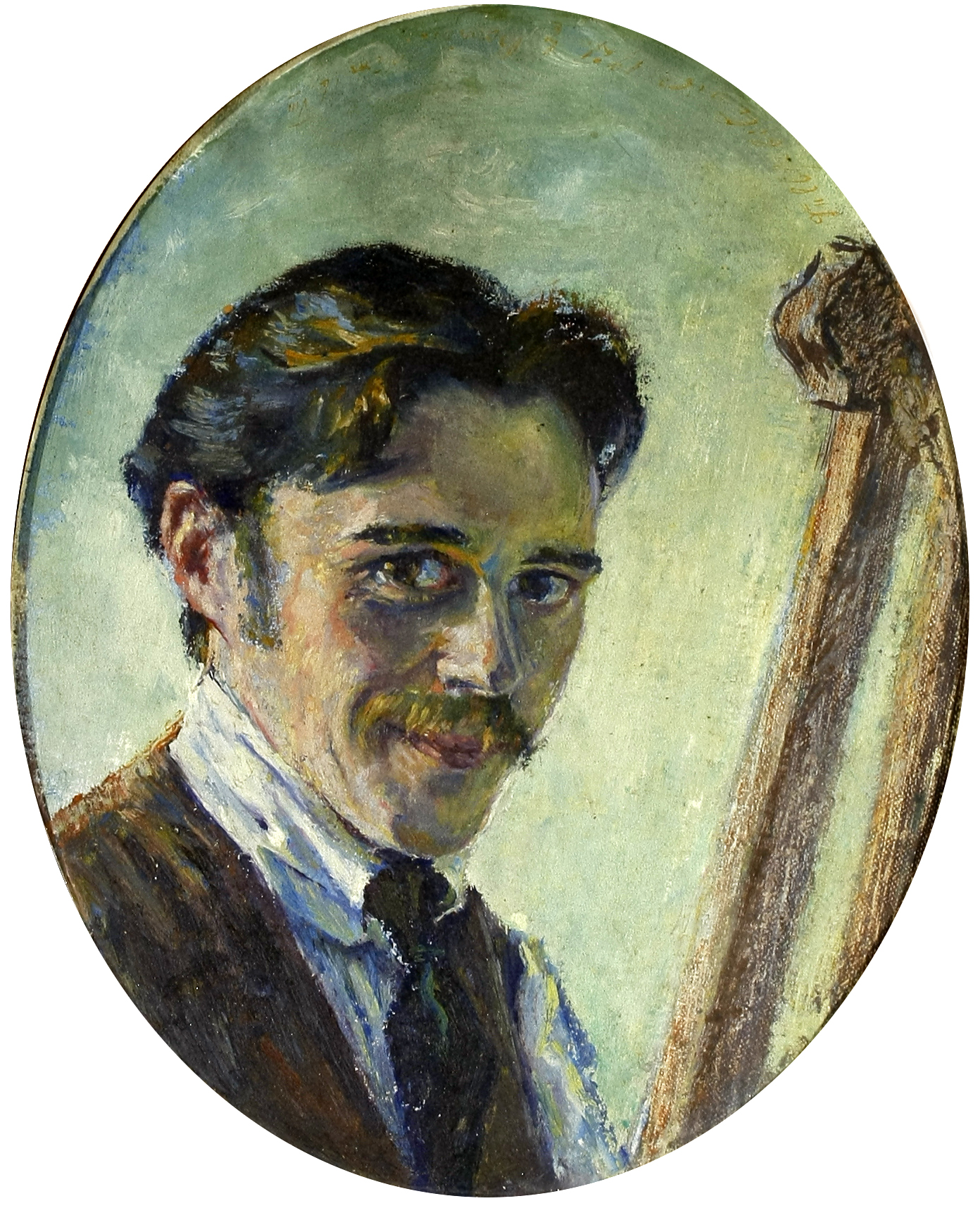
Erwin Bowien: Selbstbildnis, 1920er Jahre

Erwin Johannes Bowien (* 3. September 1899 in Mülheim an der Ruhr; † 3. Dezember 1972 in Weil am Rhein) war ein deutscher Maler, Autor und Dichter.

## Leben
Erwin Bowien war Sohn des Bauingenieurs und späteren kaufmännischen Direktors des Rheinhafens in Weil am Rhein Erich Bowien und seiner Frau Anna-Maria, geborene Neufeldt aus Elbing in Ostpreußen. Er wuchs in Berlin-Charlottenburg und später in Neuchâtel in der Schweiz auf. Bowien schloss Freundschaft mit Eric Thiébaud, der ihm 1948, nach dem Zweiten Weltkrieg, die Wiedereinreise in die Schweiz ermöglichte.
Seine erste Kunstausbildung erhielt Bowien an der Kunstgewerbeschule in Neuchâtel bei William Racine. Der Schweizer Schokoladenfabrikant Carl Russ-Suchard förderte den jungen Bowien und erwarb zahlreiche Bilder von ihm.
Als deutscher Staatsbürger wurde Bowien an seinem 18. Geburtstag eingezogen und musste 1917/1918 als Dolmetscher in einer Abhöreinheit am Ersten Weltkrieg teilnehmen. Während dieser Zeit schuf er unter anderem Zeichnungen und Aquarelle von der Front im Argonner Wald. Er wurde 1919 in Hannover demobilisiert.
Nach dem Krieg besuchte Bowien zunächst Abendkurse an der Kunstgewerbeschule Hannover. Auf ein Studium 1920–1921 an der Staatlichen Kunstakademie in München bei Professor Robert Engels folgte im Jahr 1922 ein Studienaufenthalt an der Dresdener Kunstakademie bei Richard Müller und anschließend eine Ausbildung zum Zeichenlehrer an der Staatlichen Kunstschule Berlin-Schöneberg bei Philipp Franck mit Kunstgeschichtsunterricht bei Oskar Fischel. Das Examen als Werklehrer legte Bowien im Jahr 1923 in Düsseldorf ab; in den folgenden Jahren unternahm er Malreisen nach Kassel, Aachen, Hamburg, Lübeck, Karlsruhe, Freiburg im Breisgau, Basel, Königsberg und Hildesheim, später nach Prag und Wien (1928) sowie Oberitalien (1929).
Bowien war zunächst als Lehrer am Realgymnasium in Hechingen in den Hohenzollernschen Landen tätig, anschließend von 1925 bis 1932 in Solingen als Kunsterzieher am Gymnasium Schwertstraße, wo der spätere Bundespräsident Walter Scheel einer seiner Schüler war. In jenen Jahren hielt er über 100 Vorträge über kunstgeschichtliche Themen an der dortigen Volkshochschule. Zudem bekam er den Auftrag, sämtliche Arbeitsvorgänge im Solinger Zwillingswerk zeichnerisch festzuhalten. Aufgrund der Brüningschen Notverordnungen musste er den Schuldienst verlassen. Zu jener Zeit besuchte er regelmäßig den Künstler- und Literatensalon von Erna und Hanns Heinen, woraus eine lebenslange Freundschaft mit der Familie erwuchs. Die Tochter der Familie Heinen, Bettina Heinen-Ayech (1937–2020), wurde seine wichtigste Malschülerin.

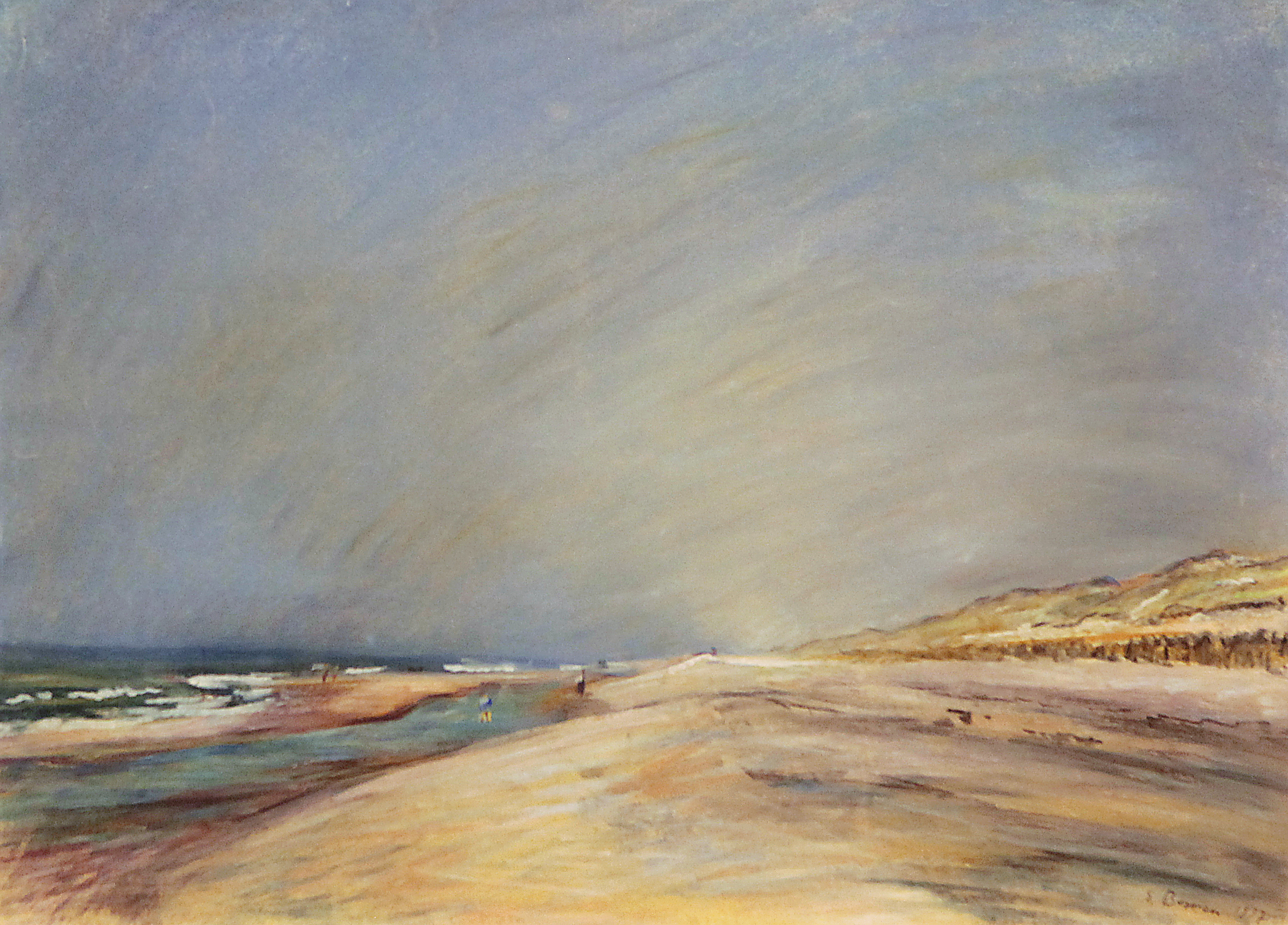
Egmond aan Zee (1937)

In den Jahren von 1932 bis 1942 lebte Bowien als freier Künstler in Egmond aan den Hoef, Nordholland, im früheren Haus des Philosophen René Descartes. Nach seiner Entlassung als Lehrer war er zunächst nur nach Amsterdam gereist, um dort eine Rembrandt-Ausstellung zu besuchen, blieb aber dann in den Niederlanden. Sein wichtigster Malschüler dort war Dirk Oudes. 1934 unternahm Bowien eine große Nordafrika-Reise nach Libyen, Tunesien, Algerien und Marokko in Begleitung eines Holzgroßhändlers, der die Reise finanzierte und dafür anschließend die Hälfte der entstandenen Werke erhielt. Anschließend litt er länger unter den Folgen der Strapazen der Reise. Neben Landschaften malte Bowien zahlreiche Porträts und Familienbilder für wohlhabende Niederländer. Das Westfriesische Museum in Hoorn erwarb Bilder von Bowien, andere Bilder gelangten durch Schenkung in den Besitz des Rijksmuseum Amsterdam, des Koninklijk Huisarchiev in Den Haag, des Regionaalrchief Alkmaar und der Kirchengemeinde Schoorl.
Dass die „Machtergreifung“ durch die Nationalsozialisten der Grund war, warum er nicht nach Deutschland zurückkehrte, deutete Bowien in seiner Autobiografie nur an – die Politik habe ihm jeden Tag „neue Qualen“ bereitet. „So bekamen die Bilder, die ich damals schuf, etwas von einem Schrei. Das Meer konnte mir nicht wild genug sein, die Wolken nicht finster genug.“ Nach der Besetzung der Niederlande durch die deutsche Wehrmacht wurde er für drei Tage in Alkmaar inhaftiert. Da er wegen der politischen Situation kein Geld mehr verdienen konnte, ging er schweren Herzens nach Deutschland zurück. 35 seiner Werke ließ er in der Obhut eines Kunsthändlers in Den Haag zurück, sie blieben anschließend verschollen. Er zog zunächst für ein halbes Jahr zur Familie Heinen nach Solingen, wo er im Winter 1942 eine Reihe von Stadtansichten in Aquarell schuf, der letzte Zyklus von Gemälden der Stadt vor ihrer Zerstörung im November 1944.
Bowiens nächste Station war Augsburg. Da es wegen des Zweiten Weltkriegs weder Rahmen noch Leinwand zu kaufen gab, kam Bowien auf die Idee, die überall angebotenen Führer-Porträts und offiziellen NS-Propagandabilder anzukaufen und nach neuer Grundierung mit Ansichten von Augsburg zu übermalen. Die Bilder verkauften sich gut, jedoch wurde er an die Gestapo verraten, die 1943 seine Bilder in Augsburg auf Veranlassung der Reichskulturkammer beschlagnahmte; über 30 Bilder von Bowien wurden durch Kriegseinwirkung zerstört. Ohne gültige Papiere, insbesondere ohne Wehrpass, floh er ins Allgäu nach Kreuzthal-Eisenbach (heute ein Stadtteil von Isny). Dort entstanden seine Kriegsmemoiren Les heures perdus du Matin („Die verlorenen Stunden des Morgens“), und er half einen geflohenen französischen Kriegsgefangenen zu verstecken.

Logo der Künstlerkolonie

Nach Kriegsende kehrte Erwin Bowien nach Solingen zurück, wo er ab 1950 lebte, abwechselnd mit seinem Heimatort Weil am Rhein. In Solingen war er neben seiner Schülerin Bettina Heinen-Ayech und Amud Uwe Millies führendes Mitglied der Künstlerkolonie Solingen „Schwarzes Haus“, die sich im Elternhaus von Bettina Heinen-Ayech gebildet hatte. Erwin Bowien zog in das Nebenhaus, das „Rote Haus“.  Er unternahm weitere Malreisen, innerhalb Deutschlands, in die Schweiz, nach Südschweden, Norwegen (dort erwarb er die Hütte „Bettina-Bo“ auf der Insel Alsten), Paris, Algerien (zu Besuch bei Bettina Heinen-Ayech), Finnland, Südfrankreich. Am 28. Juli 1970 ging er die Ehe mit Inken Strohmeyer, geborene Vogt, ein. Am 3. Dezember 1972 starb Erwin Bowien in Weil am Rhein, wo er auch begraben wurde. Seine Grabstätte blieb als Ehrengrab der Stadt Weil am Rhein erhalten. Gemälde des Künstlers wurden vom Kultusministerium Nordrhein-Westfalen, vom Nordfriesland Museum (Nissenhaus) in Husum, vom Dreiländermuseum (ehemals Museum am Burghof) in Lörrach, vom Kreisheimatmuseum Springe und den Städtischen Kunstsammlungen von Hannoversch Münden, Solingen und Weil am Rhein erworben.
Am 20. Oktober 1976 wurde im Deutschen Klingenmuseum in Solingen der Freundeskreis Erwin Bowien e. V. gegründet.

## Wirkungsorte
Erwin Bowiens Kunst entsteht stets auf seinen vielen Reisen und Aufenthalten an verschiedenen Wirkungsorten im In- und Ausland. Bowien und die Künstler und Künstlerinnen der Solinger Künstlerkolonie waren „In der Welt unterwegs“, wie es Laura Cohen, Kuratorin und Leiterin der Gemäldegalerie Dachau beschrieben hat.
Für Erwin Bowien ist das Reisen, das Unterwegs-Sein elementare Bedingung seiner Kunst. Es begleitet ihn sein ganzes Leben, wie Cohen schreibt. „Bowien, Heinen-Ayech und Millies malten nie als Besuchende, von außen Betrachtende, sondern als Teil des Lebens, in dem sie sich gerade befanden.

### Solingen
Das Leben des Malers Erwin Bowien ist eng mit der Stadt Solingen im Bergischen Land verwoben. Hier lernte er 1927 die Familie Heinen kennen. Erna Heinen-Steinhoff wurde zu seiner Muse. Die Tochter des Hauses, Bettina, entwickelte sich zu seiner Meisterschülerin. Als er nach Exil und Flucht 1945 nach Solingen zurückkehrte, gründete er im Hause Heinen – dem so genannten Schwarzen Haus – eine Künstlerkolonie. Bis zu seinem Tod blieb er der Stadt verbunden und schuf dort und im angrenzenden bergischen Land viele Gemälde.

### Hannoversch Münden
Nach dem Krieg kam Bowien regelmäßig für Malaufenthalte in die Stadt. Er schuf dort zahlreiche Werke. Das Heimatmuseum der Stadt im Welfenschloss wurde in den fünfziger Jahren mit einer Ausstellung von Erwin Bowien neu eröffnet. Die städtische Kunstsammlung besitzt ein Werk Bowiens.

### Schloss Killenberg bei Salem am Bodensee
In Konstanz lernte Erwin Bowien die Familie des „Bodenseeförsters“ Enzenroß kennen, welcher – in den Diensten des Prinzen Max von Baden stehend – seinen Amts- und Wohnsitz im alten Sommerschloss der Salemer Äbte, im Jagdschloss am Killenberg nahe Konstanz innehatte. Besonders zu der Gattin des Bodenseeförsters, Frieda Enzenroß, entstand eine innige Bindung. Bowien verbrachte viel Zeit im zum Forsthaus umgewandelten Schloss und konnte dort die ländliche Welt malen. Bis zu seinem Exil in Holland kam er in den 1920er Jahre regelmäßig ins Forsthaus und verbrachte dort viele Monate im Jahr. Die Hausherrin Frieda Enzenroß stand ihm Modell und unternahm mit ihm Reisen, vorrangig ins Tessin und nach Venedig. 

### Berlin
In Berlin erfolgte in den zwanziger Jahren Bowiens Ausbildung zum Kunsterzieher. In dieser Zeit wohnte er in Berlin-Friedenau. Es war die Zeit, als er den Kunsthistoriker Oskar Fischel kennenlernte, welcher ihn prägen sollte.

### München
Kurz nach dem Ersten Weltkrieg schrieb sich Bowien in die Münchener Kunstakademie ein. Hier besuchte er die Malklasse für dekorative Wandmalerei bei Professor Robert Engels. Besondere Freundschaft schloss er mit dem Maler Karl Caim. Von seinen Arbeiten aus dieser Zeit sind nur wenige bekannt.

### Dresden
Erwin Bowien lebte in der letzten Phase seiner akademischen Bildung für ein halbes Jahr in Dresden. Die Kunststadt faszinierte ihn. Bowien schrieb sich in der Malklasse von Professor Richardt Müller ein. Bowien, der in Blasewitz wohnte, malte die Gegend und sollte lebenslänglich bis zu seinem Tode mit dem Dresdner Kunstprofessor Alfred Hesse befreundet bleiben.

### Hechingen
Der Maler verbrachte das Jahr 1924 in Hechingen unterm Zollernberg im heutigen Baden-Württemberg, wo er ein Probejahr als Kunsterzieher absolvierte. Es entstanden viele Gemälde.

### Neuchâtel
Erwin Bowien verbrachte seine Jugend in Neuchâtel in der französischen Schweiz. Er schreibt in seinen Memoiren, dass er dort im Januar 1916 die Entscheidung fällte – gegen den ausdrücklichen Willen seines Vaters – Maler zu werden. Seine erste künstlerische Ausbildung erfuhr er hier. In Neuchâtel und Umgebung entstand das Jugendwerk Bowiens. Er schuf zahlreiche Gemälde und Skizzen. In Neuenburg fand in der Galerie „à la Rose d‘ or“ 1917 die erste Ausstellung des Künstlers statt.

### Orselina (Schweiz)
Als Erwin Bowien in Solingen im Schwarzen Haus seine Künstlerkolonie gründete, war es ihm ein Anliegen, seine Künstlerfreunde und Schüler so oft es ging in die Schweiz zu führen. Bowien kannte das Tessin seit den zwanziger Jahren, als er in Locarno regelmäßig seinen Großvater Adolf Heinrich Neufeldt besuchte. Später besuchte er seine Schweizer Tante und Nichte, die sich dort niedergelassen hatten.
Schon Anfang der 1950er Jahre war es den Protagonisten der Künstlerkolonie möglich, gemeinsam mit Bowien nach Orselina oberhalb von Locarno zu reisen und dort zu arbeiten. Es entwickelten sich daraus regelmäßige Aufenthalte der Künstlergemeinschaft, die von dort aus das gesamte Tessin und das angrenzende Italien nach Motiven absuchten. Es entstanden Bilder in Orselina, in Locarno, in Bellinzona, auf den Brissago-Inseln und im Maggia-Tal.

### Zürich
Der Vater von Erwin Bowien betrieb Anfang des Jahrhunderts in Zürich ein großes Kunstgeschäft an der Bahnhofstraße mit dem Namen „Kunst und Luxus“. Freunde des Vaters unterstützen den jungen Erwin Bowien und ermöglichten ihm im Jahre 1917, in Zürich auszustellen. Nach dem Zweiten Weltkrieg verbrachte Bowien sechs Monate in der Stadt. Er malte viele Stadtansichten. Auch später kam Bowien immer wieder zurück nach Zürich.

### St. Gallen
Beim Malen im Tessin lernte Bowien die Familie Eggenberger aus Au in St. Gallen kennen. Diese lud ihn zum Malen in den Kanton St. Gallen ein. Daraus entwickelten sich später fast jährliche Aufenthalte in der Gegend. Es entstanden so viele Bilder und Skizzen.

### Bern
Die Berner Familie Roth lud den Künstler nach Bern ein. Dort lernte er im Jahre 1952 anlässlich seiner ersten großen Ausstellung in der Schweiz den Kunstmäzenen Dr. Eduard M. Fallet von Castelberg kennen. Die zweite Ausstellung in Bern fand 1954 statt. Bowien war fast jährlich in der Stadt und schuf hier Stadtansichten und Porträts.

### Basel
Erwin Bowien lebte in Weil am Rhein direkt bei Basel. Es entstanden so zahlreiche Gemälde von der Stadt und den Bewohnern. Insbesondere die Baseler Fastnacht faszinierte den Künstler.

### Egmond aan Hoef (Niederlande)
Bowien wechselte seinen Wohnsitz von Hoorn nach Egmond aan den Hoef. Hier entstanden seine ersten Meerbilder. Die Gegend erinnerte den Künstler an die Kurische Nehrung, dem Lande seiner Vorfahren. Während seines Aufenthalts in Egmond erhielt er den Auftrag der Gemeinde, alle 1937 - und damit im selben Jahr wie die spätere Königin Beatrix - geborenen Kinder Egmonds zu portraitieren. Diese als "Egmondse Kinderportretten" bezeichnete Serie befindet sich heute weitgehend in der Sammlung des niederländischen Königshauses.

### Amsterdam
Bereits zu Beginn seines Exils erhielt Bowien Aufträge in Amsterdam und lernte dort Förderer und Auftraggeber kennen. Mit der Zeit erweiterte sich sein dortiger Freundeskreis. Insbesondere der Direktor des Reijksprintenkabinett unterstützte den Maler. Durch diesen gelangten Werke Bowiens später in die Sammlung des Rijksmuseusms.

### Gjövik am Mjösa See (Norwegen)
Bei einer Ausstellung in Bern lernte Erwin Bowien im Jahre 1952 die Norwegerin Lillengen-Ruch aus Hammar am Mjösa See kennen. Fasziniert von seiner Kunst lud sie ihn zu einem Malaufenthalt ins norwegische Gjövik ein. Dieser Süßwassersee liegt ungefähr 120 Kilometer nördlich von Oslo in Südnorwegen und beeindruckte Erwin Bowien. Er sollte dort fortan bei der Familie Ottar Lillengen insgesamt sechs Sommer verbringen.

### Sandnessjoen auf der Insel Alsten (Norwegen)
Auf Anregung des Zahnarztes Niels Nielsen in Gjövik wurde Erwin Bowien zu einem Aufenthalt bei dessen Schwester Arna Milde und ihrem Mann Per auf der Insel Alsten in Nordnorwegen eingeladen. So wurde Bowien in der Inselwelt Heligenlands ein vertrauter Gast. Der Maler fand eine Welt erhabener Schönheit und klarer Monumentalität.

### Trondheim
Die Stadt Trondheim war der dritte wichtige Mal-Ort Bowiens in Norwegen. Der Künstler, der vor allem Landschaften liebte, brauchte immer wieder das Erlebnis der Stadt und der Urbanität. So zog es ihn immer wieder in die Stadt Trondheim. Er malte viel in den Straßen der Stadt, im Dom und auf den Anhöhen über dem Stadtturm.

### Paris
Erwin Bowien besuchte jährlich Paris. Er freundete sich mit dem Philosophen, Maler und Galeristen Raymond Duncan an, dem Bruder von Isadora Duncan, der für Bowien 1964 eine große Ausstellung ausrichtete. Es entstanden viele wichtige Werke des Künstlers in Paris. So malte er mehrere Ansichten der Place de la Concorde, des Eifelturms, das Institut de France, die Ile de la cité, den Arc de Triomphe, die Champs Élysées und die Pariser Oper.

### Venedig
Bereits in den zwanziger Jahren reiste Erwin Bowien mehrere Male nach Venedig. Ab den 1950er Jahren konnte er wieder regelmäßig nach Venedig reisen und es entstanden viele Werke in der Lagunenstadt. Waren seine ersten Bilder der Stadt hauptsächlich Pastelle, so sind seine Bilder aus den späteren Phasen in Öl auf Leinwand ausgeführt.

### Guelma und Biskra (Algerien)
In seinen letzten Lebensjahren besuchte Erwin Bowien mehrere Male seine wichtigste Schülerin Bettina Heinen-Ayech in Algerien. Er malte viele Gemälde in Guelma und in den benachbarten Orten. Jede Algerienreise führte aber auch in die Wüste Sahara in die Stadt Biskra. Insbesondere in den Oasen Biskra, El Kantara und Sidi Okba entstanden seine Werke.

## Ausstellungen
- 1917: Neuchâtel (Neuenburg), Schweiz. Ausstellung in der Galerie „Rose d´Or“.[16]
- 1927: Solingen, Erste Ausstellung im Saal der Solinger Casino Gesellschaft[8]
- 1928: Solingen, Zweite Ausstellung im Saal der Solinger Casino Gesellschaft[8]
- 1929: Solingen, Dritte Ausstellung im Saal der Solinger Casino Gesellschaft.[16]
- 1933 bis 1941: Holland: Ausstellungen in Hoorn, Egmond, Gorinchem, Schoorl, Den Haag.[16]
- 1947 bis 1959: Solingen, Teilnahme an den „Bergischen Kunstausstellungen“ im Deutschen Klingenmuseum.[8]
- 1951: Husum, Ausstellung im Nordfriesland Museum (Nissenhaus).[16]
- 1954: Bern, Ausstellung in der Galerie „Haus der Inneren Enge“ (2.-31. Mai). Eröffnungsrede E. M. Fallet-Von Kastelberg.[16]
- 1957: Husum, Ausstellung im Nordfriesland Museum (Nissenhaus). Ankauf durch das Museum.[8]
- 1957 Kopenhagen, Ausstellung im Deutschen Club. Eröffnung durch den Kulturattaché der Deutschen Botschaft Obermeyer.[8]
- 1958: Solingen, Ausstellung in den Räumen der Neuen Rheinzeitung.[8]
- 1958: Hannoversch Münden, Ausstellung im Welfenschloss anlässlich der Wiedereröffnung des Heimatmuseums.[8]
- 1958: Kopenhagen, zweite Ausstellung im Deutschen Club.[8]
- 1960: Solingen, vom 17. Januar bis zum 28. Februar 1960 fand zum Anlass des 60. Geburtstages von Erwin Bowien eine Retrospektive im Deutschen Klingenmuseum statt.
- 1962: Bern, Ausstellung in der Galerie Schneider.[8]
- 1964: Paris, Ausstellung in der Galerie Duncan (2.-16. Oktober)[8]
- 1965: Au SG, Schweiz. Ausstellung in der Galerie „Zollstraße“ (24.4.-2.5.).[8]
- 1967: Weil am Rhein, Ausstellung im Hause der Volksbildung (23.9.-1.10.9). Mehrere Ankäufe durch das Museum am Burghof in Lörrach und durch die Stadt Weil am Rhein.[8]
- 1968: Freiburg im Breisgau, Ausstellung im Rathaus (April-Mai).[8]
- 1968: Bad Säckingen, Ausstellung im Trompeterschloss (1.-22.12.), veranstaltet vom Kunstverein Hochrhein.[8]
- 1969: Freiburg im Breisgau, Retrospektive im Rathaus, anlässlich des 70. Geburtstag, veranstaltet von der Union Bildender Künstler.[8]
- 1970: Solingen, Ausstellung im Deutschen Klingenmuseum.[8]
- 1971: Weil am Rhein, Ausstellung im Haus der Volksbildung.[8]

posthum
- 1973: Springe/Deister, Ausstellung im Heimatmuseum (25.8.-30.9.1973)[8]
- 1974: Weil am Rhein, Ausstellung im ehemaligen Wohnhaus Bowien (2.1.-14.1.1974).[8]
- 1974: Rabat, Marokko, Ausstellung im Goethe-Institut (4.-14.12.1974). Eröffnet durch den Deutschen Botschafter Hendus[8]
- 1975: Weil am Rhein, Ausstellung im Haus der Volksbildung (3.-11.5.1974).[8]
- 1975: Solingen, Ausstellung im Deutschen Klingenmuseum (15.5-13.7.1975)[8]
- 1976: Gladbeck (Stadt Bottrop), Ausstellung im Wasserschloss Wittringen (14.3.-25.4.)[8].
- 1977: Bern, Ausstellung in der Galerie d´Art Münster (25.1. bis 15.2.1977).[8]
- 1977: Algier, Algerien, Ausstellung in der Galerie "Mohamed Racim" (15.11. bis 26.11.)[8]
- 1978: Buchschlag Dreieich, Ausstellung im Bürgersaal (6.-17.9.1978).[8]
- 1980: Remscheid, Ausstellung im Städtischen Heimatmuseum Remscheid-Hasten (6.7.-24.8.1980)[8]
- 1982: Solingen, Deutsches Klingenmuseum (11.-26.9.1982). Thema: Bergisches Land.[8]
- 1984: Weil am Rhein, Städtische Galerie Stapflehus (15.3.-8.4.1984)[8]
- 1984: Solingen, Deutsches Klingenmuseum (19.8.-7.10.1984). Thema: Darstellung des Rheins von seinen Quellen bis zu seinen Mündungen.[8]
- 1985: Algier, Ausstellung im Goethe-Institut (19. bis 30.11.)[8]
- 1986: Solingen, Ausstellung in der Stadtsparkasse Solingen (16.9.–16.10.). Thema: Holland[8]
- 1986: Weil am Rhein, Sparkasse Markgräfler Land (10.11.-2.12.).
- 1988: Weil am Rhein, Sparkasse Markgräfler Land (23.8.-16.9). Thema: Dreiländereck[8]
- 1988: Remscheid, Ausstellung in der Theatergalerie (11.9.-23.10.)[8]
- 1991: Solingen, Stadtsparkasse Solingen (10.9.-4.10.) Thema: Bildnisse und Portraits Solinger Bürger.[8]
- 1996: Solingen, Bergisches Museum, Schloss Burg an der Wupper (22.9.-20.10.)[8]
- 1999: Solingen, Museum Baden (3.10.-15.11.)[8].
- 1999: Weil am Rhein, Städtische Galerie Stapflehus (20.11. bis 19.12.1999).[8]
- 2006: Solingen, Ausstellung in der Galerie „Liberal“ (26.8.-6.10.).[17]
- 2012–2013: Isny, Eisenbach, Ausstellung im Haus „Tanne“. Thema: „Erwin Bowien in Kreuzthal – Eisenbach“[17].
- 2013–2014: Weil am Rhein, vom 13. Oktober 2013 bis zum 27. Juli 2014 zeigte das Museum am Lindenplatz eine Retrospektive des Malers.[18][19]
- 2014: Solingen, Retrospektive im Kunstmuseum Solingen (10.8.-14.9.2014)[17].
- 2015 Georgsmarienhütte, Retrospektive im Museum Villa Stahmer (14.10.–15.11.2015).[17]
- 2024 Gemäldegalerie Dachau (31. Oktober 2024 bis 27. April 2025): In der Welt unterwegs: Die Künstlerkolonie Solingen[20]
- 2025 Georgsmarienhütte, Museum Villa Stahmer (18. Mai bis 29. Juni), zusammen mit Bettina Heinen-Ayech und Amud Uwe Millies[21]
- 2025  Museum van Egmond (26. April bis 02. November): Nostalgia for Egmond[22]
- 2025 Städtische Galerie Schwalenberg (6. Juli bis 7. September): Zwischen den Welten – Bettina Heinen-Ayech[23]

## Museen, Archive, Öffentliche Sammlungen
Gemälde und Manuskripte des Künstlers Erwin Bowien werden in mehreren Museen, Archiven und öffentlichen Sammlungen in verschiedenen europäischen Ländern aufbewahrt. In den Niederlanden befinden sich Gemälde im Rijksmuseum Amsterdam, im Koninklijk Huisarchiev in Den Haag, im Westfriesisches Museum in Hoorn, im Museum van Egmond in Egmond a/Zee.
Archivalien befinden sich im Regionaalarchief Alkmaar und im Archiv RKD – Nederlands Instituut voor Kunstgeschiedenis in Den Haag. In Deutschland sind Gemälde des Künstlers in der Kunstsammlung des Landes Nordrhein-Westfalen, im Kunstmuseum in Solingen, in der Städtischen Kunstsammlung in Weil am Rhein, im Nordfriesland Museum im Nissenhaus Husum, im Dreiländermuseum (ehemals Museum am Burghof) in Lörrach, im Kreisheimatmuseum in Springe/Deister, in der Städtischen Kunstsammlung Hann.-Münden und in der Kunstsammlung der Stadtsparkasse Solingen aufbewahrt.
Archivalien befinden sich auch im Städtischen Archiv in Solingen und im Düsseldorfer Heinrich-Heine-Institut. In Norwegen besitzt die Gemeinde Alstahaug (Alstahaug Kommune) eine große Sammlung an Gemälden des Künstlers. In der Schweiz werden Archivalien im Archiv des SIK-ISEA: Institut für Kunstwissenschaft zur historischen und Zeitgenössischen Kunst in der Schweiz in Zürich aufbewahrt.

## Publikationen
- Das schöne Spiel zwischen Geist und Welt – Mein Malerleben. Autobiographie. Herausgegeben von Bettina Heinen-Ayech und dem Freundeskreis Erwin Bowien e. V. Solingen 1995, ISBN 3-88234-101-7.
- Heures Perdues du Matin, Journal d’un Artiste Peintre, Alpes Bavaroises, 1944–1945. Herausgegeben von Bernard Zimmermann. Verlag L’Harmattan, Paris 2000, ISBN 2-7475-0040-3.

## Filme, Hörspiel
- 1992: Hassen Bouabdellah: Bettina Heinen-Ayech – Brief an Erwin Bowien. Film, Solingen und Algier, 1992. Die französische Fassung trägt den Titel Bettina Heinen-Ayech – Lettre à Erwin Bowien. Der Film wurde in der offiziellen Selektion des Festivals von Montreal aufgenommen.[33]
- 2010: Georg Bayerle. Die Kunst der Erinnerung im Format Zwischen Spessart und Karwendel des BR[33]
- 2011: Georg Bayerle. Bergidyll im Allgäu – Das Kreuzthal als Zufluchtsort, 1944, im Format Zeit für Bayern. Laufzeit, ca. 53 Minuten. Erstmalige Sendung des Hörspiels am 11. Dezember 2011[33]
- 2015: Rudi Holzberger und Georg Bayerle. Fluchtpunkt im Allgäu. Die Kunst der Erinnerung: Erwin Bowien im Kreuzthal. Laufzeit: 53 Minuten. Bayerle – Kümpfel – Holzberger Foundation. Filmuraufführung am 21. Oktober 2015 im Maxim Kino in München[33]